# 里卡多·帕尔马
曼努埃尔·里卡多·帕尔马·索里亚诺（西班牙語：Manuel Ricardo Palma Soriano，1833年2月7日—1919年10月6日）是秘鲁作家、政治人物。秘鲁浪漫主義文學的代表作家之一，著有传说文学集《秘鲁传说》等。

## 生平
里卡多·帕尔马於1833年2月7日出生於秘魯利馬。他的父親是佩德羅·帕爾馬（Pedro Ramón Palma Castañeda）。母親则是一位擁有非洲血統的混血女子多明加·索里亞諾（Dominga Soriano）。